# Chartrier-Ferrière
Chartrier-Ferrière är en kommun i departementet Corrèze i regionen Nouvelle-Aquitaine i de centrala delarna av Frankrike. Kommunen ligger  i kantonen Larche som tillhör arrondissementet Brive-la-Gaillarde. År 2022 hade Chartrier-Ferrière 377 invånare.

## Befolkningsutveckling
Antalet invånare i kommunen Chartrier-Ferrière
Referens:INSEE